# Al Horford
Alfred Joel Horford Reynoso (Puerto Plata, Dominikai Köztársaság, 1986. június 3. –), becenevén Big Al, dominikai válogatott kosárlabdázó, a National Basketball Associationben (NBA) szereplő Boston Celtics csapatában játszik. Ötszörös NBA All-Star, és 2024-ben NBA-bajnok lett a Celticsszel.
Horford egyetemi kosárlabdát a Florida Gators csapatában játszott, és kezdő center volt a 2006-os és 2007-es NCAA-bajnokságot nyerő csapatban. A 2007-es NBA-drafton a harmadik helyen választotta az Atlanta Hawks, ahol kilenc szezont játszott, mielőtt szabadügynökként a 2016-ban a Celticshez szerződött.
Három Bostonban eltöltött szezon után Horford a 2019-ben a Philadelphia 76ershez szerződött, és egy szezont játszott velük, mielőtt a 2020 nyarán az Oklahoma City Thunderbe küldték. A 2021-es szezon kezdete előtt Horford visszaszerződött a Celticshez. 2022-ben és 2024-ben is bejutott az NBA-döntőbe, az utóbbiban nyerte első címét, miután 186 rájátszásmeccset játszott anélkül, hogy bejutott volna a fináléba, amely minden idők második legtöbb bajnoki cím nélkül lejátszott rájátszásmérkőzése volt.
Al Horford sokoldalú, magas játékos, az NBA történetének egyetlen játékosa, aki 14 000 pontot, 8000 lepattanót, 3000 gólpasszt, 1300 blokkot és 900 hárompontost szerzett. A rájátszásban a blokkolt dobások listáján a 12. helyen áll.

## Statisztika

### NBA

#### Alapszakasz
| Év         | Csapat                | JM   | KM   | JP/M | MG%  | 3P%   | BD%   | LP/M | GP/M | L/M | B/M | P/M  |
| ---------- | --------------------- | ---- | ---- | ---- | ---- | ----- | ----- | ---- | ---- | --- | --- | ---- |
| 2007–2008  | Atlanta Hawks         | 81   | 77   | 31,4 | .499 | .000  | .731  | 9,7  | 1,5  | 0,7 | 0,9 | 10,1 |
| 2008–2009  | Atlanta Hawks         | 67   | 67   | 33,5 | .525 | .000  | .727  | 9,3  | 2,4  | 0,8 | 1,4 | 11,5 |
| 2009–2010  | Atlanta Hawks         | 81   | 81   | 35,1 | .551 | 1.000 | .789  | 9,9  | 2,3  | 0,7 | 1,1 | 14,2 |
| 2010–2011  | Atlanta Hawks         | 77   | 77   | 35,1 | .557 | .500  | .798  | 9,3  | 3,5  | 0,8 | 1,0 | 15,3 |
| 2011–2012  | Atlanta Hawks         | 11   | 11   | 31,6 | .553 | .000  | .733  | 7,0  | 2,2  | 0,9 | 1,3 | 12,4 |
| 2012–2013  | Atlanta Hawks         | 74   | 74   | 37,2 | .543 | .500  | .644  | 10,2 | 3,2  | 1,1 | 1,1 | 17,5 |
| 2013–2014  | Atlanta Hawks         | 29   | 29   | 33,0 | .567 | .364  | .682  | 8,4  | 2,6  | 0,9 | 1,5 | 18,6 |
| 2014–2015  | Atlanta Hawks         | 76   | 76   | 30,5 | .538 | .306  | .759  | 7,2  | 3,2  | 0,9 | 1,3 | 15,2 |
| 2015–2016  | Atlanta Hawks         | 82*  | 82*  | 32,1 | .505 | .344  | .798  | 7,3  | 3,2  | 0,8 | 1,5 | 15,2 |
| 2016–2017  | Boston Celtics        | 68   | 68   | 32,3 | .473 | .355  | .800  | 6,8  | 5,0  | 0,8 | 1,3 | 14,0 |
| 2017–2018  | Boston Celtics        | 72   | 72   | 31,6 | .489 | .429  | .783  | 7,4  | 4,7  | 0,6 | 1,1 | 12,9 |
| 2018–2019  | Boston Celtics        | 68   | 68   | 29,0 | .535 | .360  | .821  | 6,7  | 4,2  | 0,9 | 1,3 | 13,6 |
| 2019–2020  | Philadelphia 76ers    | 67   | 61   | 30,2 | .450 | .350  | .763  | 6,8  | 4,0  | 0,8 | 0,9 | 11,9 |
| 2020–2021  | Oklahoma City Thunder | 28   | 28   | 27,9 | .450 | .368  | .818  | 6,7  | 3,4  | 0,9 | 0,9 | 14,2 |
| 2021–2022  | Boston Celtics        | 69   | 69   | 29,1 | .467 | .336  | .842  | 7,7  | 3,4  | 0,7 | 1,3 | 10,2 |
| 2022–2023  | Boston Celtics        | 63   | 63   | 30,5 | .476 | .446  | .714  | 6,22 | 3,0  | 0,5 | 1,0 | 9,8  |
| 2023–2024† | Boston Celtics        | 65   | 33   | 26,8 | .511 | .419  | .867  | 6,4  | 2,6  | 0,6 | 1,0 | 8,6  |
| 2024–2025  | Boston Celtics        | 60   | 42   | 27,6 | .423 | .363  | .895  | 6,2  | 2,1  | 0,6 | 0,9 | 9,0  |
| Karrier    | Karrier               | 1138 | 1078 | 31,6 | .509 | .377  | .763  | 7,9  | 3,2  | 0,8 | 1,1 | 12,9 |
| All Star   | All Star              | 5    | 0    | 12,0 | .667 | .200  | 1.000 | 4,4  | 1,6  | 0,4 | 0,4 | 6,2  |

#### Rájátszás
| Év      | Csapat             | JM  | KM  | JP/M | MG%  | 3P%   | BD%  | LP/M | GP/M | L/M | B/M | P/M  |
| ------- | ------------------ | --- | --- | ---- | ---- | ----- | ---- | ---- | ---- | --- | --- | ---- |
| 2008    | Atlanta Hawks      | 7   | 7   | 39,5 | .472 | —     | .741 | 10,4 | 3,6  | 0,4 | 1,0 | 12,6 |
| 2009    | Atlanta Hawks      | 9   | 9   | 28,0 | .424 | .000  | .667 | 5,8  | 2,0  | 0,7 | 0,7 | 6,9  |
| 2010    | Atlanta Hawks      | 11  | 11  | 35,3 | .523 | 1.000 | .839 | 9,0  | 1,8  | 0,7 | 1,7 | 14,6 |
| 2011    | Atlanta Hawks      | 12  | 12  | 39,0 | .423 | .000  | .769 | 9,6  | 3,5  | 0,4 | 1,0 | 11,3 |
| 2012    | Atlanta Hawks      | 3   | 2   | 35,9 | .588 | —     | .750 | 8,3  | 2,7  | 1,3 | 1,3 | 15,3 |
| 2013    | Atlanta Hawks      | 6   | 6   | 36,3 | .494 | —     | .667 | 8,8  | 3,0  | 1,0 | 0,8 | 16,7 |
| 2015    | Atlanta Hawks      | 16  | 16  | 32,6 | .507 | .222  | .750 | 8,6  | 3,7  | 0,8 | 1,4 | 14,4 |
| 2016    | Atlanta Hawks      | 10  | 10  | 32,7 | .466 | .393  | .938 | 6,5  | 3,0  | 1,2 | 2,4 | 13,4 |
| 2017    | Boston Celtics     | 18  | 18  | 33,9 | .584 | .519  | .759 | 6,6  | 5,4  | 0,8 | 0,8 | 15,1 |
| 2018    | Boston Celtics     | 19  | 19  | 35,7 | .544 | .349  | .827 | 8,3  | 3,3  | 1,0 | 1,2 | 15,7 |
| 2019    | Boston Celtics     | 9   | 9   | 34,5 | .418 | .409  | .833 | 9,0  | 4,4  | 0,4 | 0,8 | 13,9 |
| 2020    | Philadelphia 76ers | 4   | 3   | 32,1 | .480 | .000  | .571 | 7,3  | 2,3  | 0,3 | 1,3 | 7,0  |
| 2022    | Boston Celtics     | 23  | 23  | 35,4 | .523 | .480  | .778 | 9,3  | 3,3  | 0,8 | 1,3 | 12,0 |
| 2023    | Boston Celtics     | 20  | 20  | 30,8 | .386 | .298  | .750 | 7,2  | 3,0  | 1,1 | 1,7 | 6,7  |
| 2024†   | Boston Celtics     | 19  | 15  | 30,3 | .478 | .368  | .636 | 7,0  | 2,1  | 0,8 | 0,8 | 9,2  |
| Karrier | Karrier            | 186 | 180 | 33,8 | .493 | .391  | .773 | 8,0  | 3,3  | 0,8 | 1,2 | 12,2 |

### Egyetem
| Év        | Csapat         | JM  | KM  | JP/M | MG%  | 3P%  | BD%  | LP/M | GP/M | L/M | B/M | P/M  |
| --------- | -------------- | --- | --- | ---- | ---- | ---- | ---- | ---- | ---- | --- | --- | ---- |
| 2004–2005 | Florida Gators | 32  | 25  | 22,8 | .480 | —    | .582 | 6,5  | 0,9  | 0,8 | 1,6 | 5,6  |
| 2005–2006 | Florida Gators | 39  | 39  | 25,9 | .608 | .000 | .611 | 7,6  | 2,0  | 1,0 | 1,7 | 11,3 |
| 2008–2007 | Florida Gators | 38  | 36  | 27,8 | .608 | .000 | .644 | 9,5  | 2,2  | 0,7 | 1,8 | 13,2 |
| Karrier   | Karrier        | 109 | 100 | 25,7 | .586 | .000 | .619 | 7,9  | 1,7  | 0,9 | 1,7 | 10,3 |

## Fordítás
Ez a szócikk részben vagy egészben  az   Al Horford című angol Wikipédia-szócikk ezen változatának fordításán alapul.  Az eredeti cikk szerkesztőit annak laptörténete sorolja fel. Ez a jelzés csupán a megfogalmazás eredetét és a szerzői jogokat jelzi, nem szolgál a cikkben szereplő információk forrásmegjelöléseként.